# Територія Нова Гвінея
Терито́рія Нова́ Гвіне́я (англ. Territory of New Guinea) — підмандатна територія Австралії, яка складалася з північно-східної частини острова Нова Гвінея та ряду віддалених островів. Вона повністю контролювалася Австралією в 1920—1942 та 1945—1949 роках. Під час Другої світової війни в 1942—1945 роках майже вся окупована Японією. В цей час, Рабаул, на острові Нова Британія, став найбільшою японською базою. У 1949 році була об'єднана з австралійською колонією Територія Папуа, в результаті чого утворилась Територія Папуа та Нова Гвінея.

## Передісторія

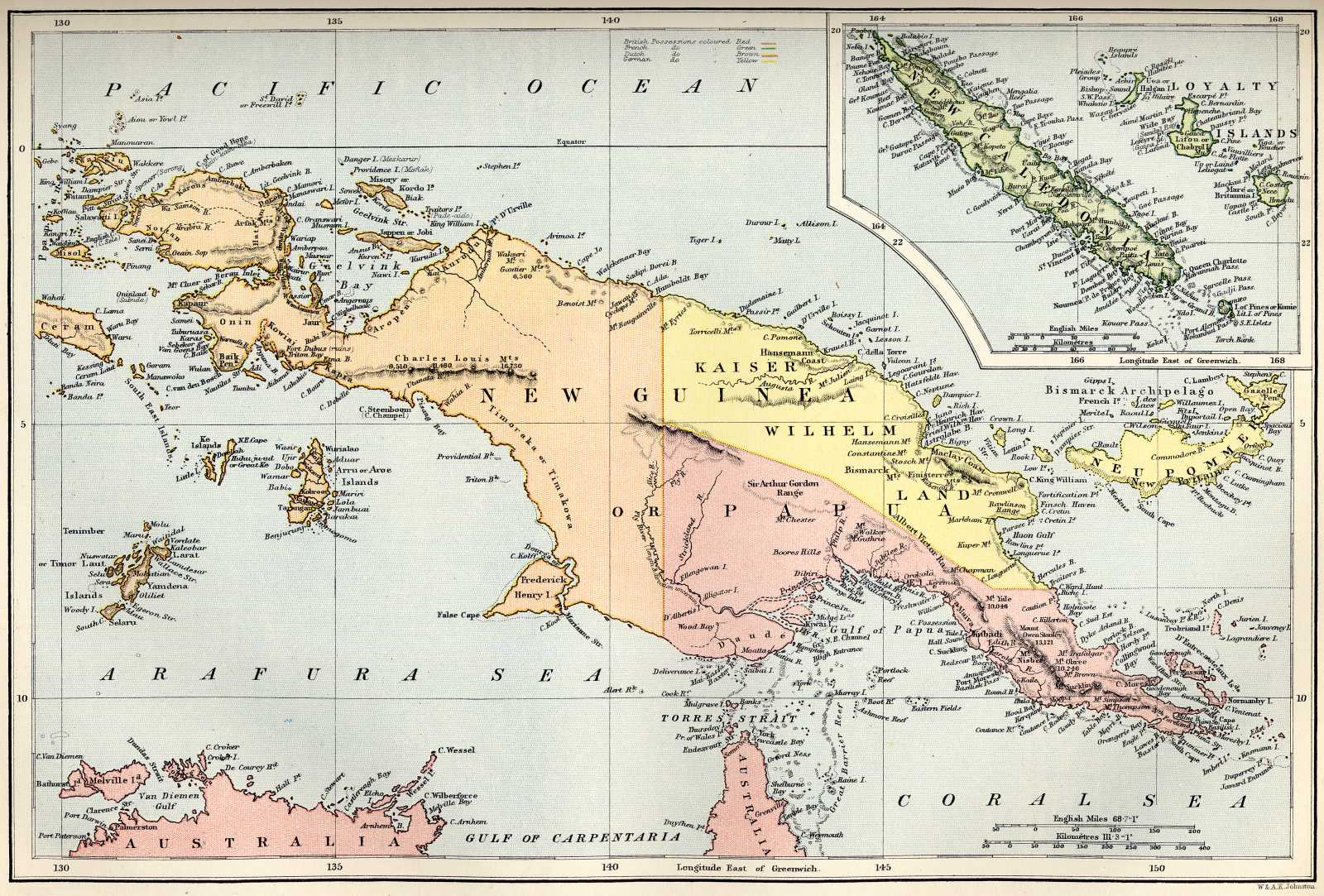
Поділ острова Нова Гвінея після 1884 року.

Археологічні дані свідчать про те, що люди прибули на Нову Гвінею щонайменше 60000 років тому. Вони створили меланезійські кам'яні знаряддя та сільське господарство. Португальські та іспанські мореплавці в південній частині Тихого океану ввійшли у води Нової Гвінеї на початку XVI століття. У 1526—1527 роках португалець дон Жоржі де Мінезіш (порт. Jorge de Meneses) прийшов на головний острів «Папуа». У 1545 році іспанець Іньїго Ортіс де Ретес (ісп. Íñigo Ortiz de Retes) дав острову назву «Нова Гвінея» в зв'язку з тим, що він побачив подібність між мешканцями острова й африканського узбережжя Гвінеї. Знання внутрішньої частини острова залишалися мізерними протягом декількох століть після цих перших європейських відвідин.
3 листопада 1884 року, під егідою німецької Новогвінейської компанії (нім. Neuguinea-Kompagnie), німецький прапор було піднято над північно-східною частиною острова Нова Гвінея — Землею Кайзера Вільгельма, що стала відома як Німецька Нова Гвінея, архіпелагом Бісмарка та північною частиною Соломонових островів.

## Історія

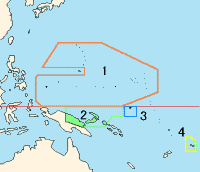
Тихоокеанський мандат Ліги Націй
1. Південний Тихоокеанський мандат
2. Мандат Нової Гвінеї
3. Мандат Науру
4. Трастові території Західного Самоа

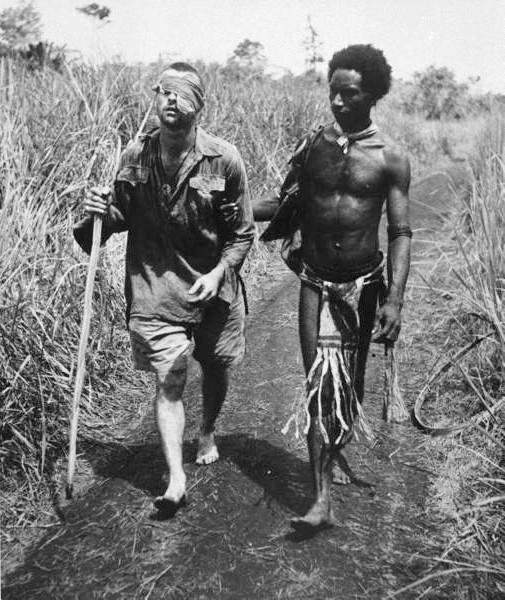
Поранений австралійський військовий в супроводі управителя Буни Рафаеля Оймбарі

Під час Першої світової війни 11 вересня 1914 року ВМС Австралії висадились в  Хербертшосі та Кабакаулі в пошуках німецьких радіостанцій, хоча наштовхнулися на незначний опір від німецьких військ. 12 вересня було захоплено Рабаул, 17 вересня адміністрування захопленими територіями взяла на себе Австралія. У жовтні 1914 року збройними силами Австралії повністю було захоплено архіпелаг Бісмарка.  Згодом австралійські війська та кораблі вирушили на материкову частину Нової Гвінеї та захопила острови Нову Ірландію, Адміралтейства, Західні острови, Бугенвільї та німецькі Соломонові острови. 
У 1919 році згідно Версальського договору, який розпочав діяти 17 грудня 1920 року, колонії офіційно перейшли під опіку Британської Корони, залишаючись під військовим контролем Австралії до 1921 року. 
Під час Другої світової війни Нова Гвінея була стратегічно важлива для японців, через своє розташування безпосередньо на північ від Австралії. Крім географічного розташування там знаходилися важливі військово-морські та повітряні бази для подальшого наступу на Австралію. 23 січня 1942 року японська 18-а армія висадилася в Рабаулі. 8 березня японці висадилися на Папуа Новій Гвінеї і почали тіснити війська союзників у напрямку Порт-Морсбі. Американські і австралійські війська намагалися чинити жорсткий опір на Кокодському шляху, але японські частини завдали їм значних втрат. Першою ціллю, якої японці намагалися досягти будь-якою ціною, було місто Буна, що контролювало дорогу на Порт-Морсбі. 
Зазнавши значних втрат японці все ж таки змогли заволодіти цим ключовим пунктом. Союзники, теж зазнавши значних втрат, змінили тактику та почали вести диверсійну роботу на японських комунікаціях, чим сильно сповільнили просування японців вперед. Крім того в японській армії почалася епідемія тропічних хвороб та дизентерії. 17 вересня японські війська вийшли до передмістя Порт-Морстбі. Проте, до цього часу Союзники встигли перекинути в Порт-Морстбі свіжі сили. Перейшовши в контрнаступ австралійські та американські війська відкинули японців назад в джунглі, а 2 січня 1943 року звільнили Буну. Всередині січня 1943 року японський наступ був повністю зупинений, у зв'язку з поразкою японської армії на Гуадалканалі. На початок лютого острів Гуадалканал був залишений японцями.
11 жовтня 1943 року полковник Ніл Кірбі із 348-ї ескадрильї завдав значного удару по 14-й повітряній бригаді японців. Як тільки японська база в Рабаулі була взята в кільце, опір японської армії в Новій Гвінеї почав стрімко слабшати. Останні військові підрозділи капітулювали у вересні 1945 року.
Після війни було відновлено цивільне управління у Папуа та у Нової Гвінеї, і згідно з Законом про тимчасову адміністрацію Папуа-Новій Гвінеї 1945-46 рр. Папуа та Нова Гвінея були об'єднані в новий адміністративний союз. Згідно закону 1949 року про Папуа і Нова Гвінея ці території об'єдналися  в одну територію Папуа та Нової Гвінеї.